# Tomás Luis de Victoria
Tomás Luis de Victoria, vagy Thome Luis de Victoria, olykor olaszosan Tommaso Luigi da Vittoria (1548 – 1611. augusztus 27.) spanyol reneszánsz zeneszerző. Legfiatalabb tagja a 16. század spanyol zeneszerző-triászának Cristóbal de Morales és Francisco Guerrero után. Giovanni Pierluigi da Palestrina és Orlande de Lassus mellett az ellenreformáció egyik legnevezetesebb zeneszerzője.

## Élete
Victoria  Ávilában született 1548 körül. Családja meglehetősen kiterjedt és jómódú volt, tagjai főképp kereskedők vagy egyházi emberek lettek. Apja halála után nagybátyja, egy ávilai pap, gondozásába került. 1558 körül felvették az ávilai katedrális gyermekkorusába. Itt olyan mesterek alatt énekelt és tanult, mint Bernardo de Ribera, vagy Juan Navarro.
1564-ben II. Fülöp király támogatásával Rómába ment, ahol beiratkozott a Loyolai Szent Ignác alapította Collegium Germanicum-ba. Ezekben az időkben valószínűleg tanította őt a szomszédos Collegium Romanum zenetanára, Palestrina, s nagy mértékben befolyásolta az olasz mester stílusa. 1575-ben pappá szentelték. Számos római templomban vállalt karnagyi posztot, mígnem Néri Szent Fülöp személyes felkérésére 1578-tól, Palestrinát váltva, a San Girolamo della Carità zeneigazgatója, ahol papi feladatokat is ellátott.
1586 körül visszaköltözött Spanyolországba, hogy csendes körülmények közt papi hivatásának szentelhesse életét. 1587-ben kinevezik a szülőhazájába hazatelepült özvegy császárné és magyar királyné, Habsburg Mária személyes káplánjának. Miksa magyar király özvegye férje halála után a sarutlan karmelita apácák madridi kolostorába (Descalzas Reales) vonult vissza, lányát Margit osztrák főhercegnőt követve, aki belépett a rendbe és apáca lett. Victoria nemcsak komponált a zárda zenei élete számára, hanem papi feladatokat is ellátott. Mária királynő halálára, 1603-ban született híres hatszólamú Requiem-je, amelyet egyik főművének tartanak. A királynő halála után orgonistaként szolgálta tovább a kolostort és a főhercegnőt. 1611. augusztus 27-én hunyt el.